# Kim On-a
Dans ce nom coréen, le nom de famille,  Kim , précède le nom personnel.
Kim On-A (김 온아 en coréen), née le 6 septembre 1988, est une handballeuse internationale sud-coréenne. Elle évolue au poste de demi-centre.
Avec l'équipe de Corée du Sud, elle participe aux Jeux olympiques d'été de 2008, 2012 et 2016. Elle y remporte une médaille de bronze en 2008.

## Palmarès
Jeux olympiques d'été
- médaille de bronze aux Jeux olympiques de 2008 à Pékin
- 4e place aux Jeux olympiques de 2012 à Londres
- 10e place aux Jeux olympiques 2016 à Rio de Janeiro